# Ciclismo nos Jogos Pan-Americanos
O Ciclismo nos Jogos Pan-Americanos foi introduzido em 1951, em Buenos Aires, apenas no masculino. O Feminino começou na edição de indianapolis em 1987.

## Quadro de medalhas
atualizado até 2011.
| #     | País                 |     |     |     | Total |
| ----- | -------------------- | --- | --- | --- | ----- |
| 1.    | Estados Unidos       | 47  | 32  | 19  | 98    |
| 2.    | Argentina            | 23  | 19  | 25  | 67    |
| 3.    | Colômbia             | 21  | 19  | 15  | 55    |
| 4.    | Canadá               | 20  | 9   | 13  | 42    |
| 5.    | Cuba                 | 16  | 23  | 24  | 63    |
| 6.    | Venezuela            | 9   | 10  | 13  | 32    |
| 7.    | Chile                | 5   | 9   | 9   | 23    |
| 8.    | Uruguai              | 5   | 6   | 7   | 18    |
| 9.    | Trinidad e Tobago    | 5   | 4   | 3   | 12    |
| 10.   | México               | 3   | 18  | 14  | 35    |
| 11.   | Barbados             | 2   | 0   | 0   | 2     |
| 12.   | Brasil               | 1   | 6   | 9   | 16    |
| 13.   | Antilhas Holandesas  | 1   | 0   | 0   | 1     |
| 13.   | República Dominicana | 1   | 0   | 0   | 1     |
| 15.   | Jamaica              | 0   | 2   | 2   | 4     |
| 16.   | Guatemala            | 0   | 1   | 0   | 1     |
| 16.   | El Salvador          | 0   | 1   | 0   | 1     |
| 18.   | Peru                 | 0   | 0   | 2   | 2     |
| 19.   | Bolívia              | 0   | 0   | 1   | 1     |
| 19.   | Costa Rica           | 0   | 0   | 1   | 1     |
| 19.   | Porto Rico           | 0   | 0   | 1   | 1     |
| Total | Total                | 139 | 140 | 167 | 446   |